# Anna von Kuedorf

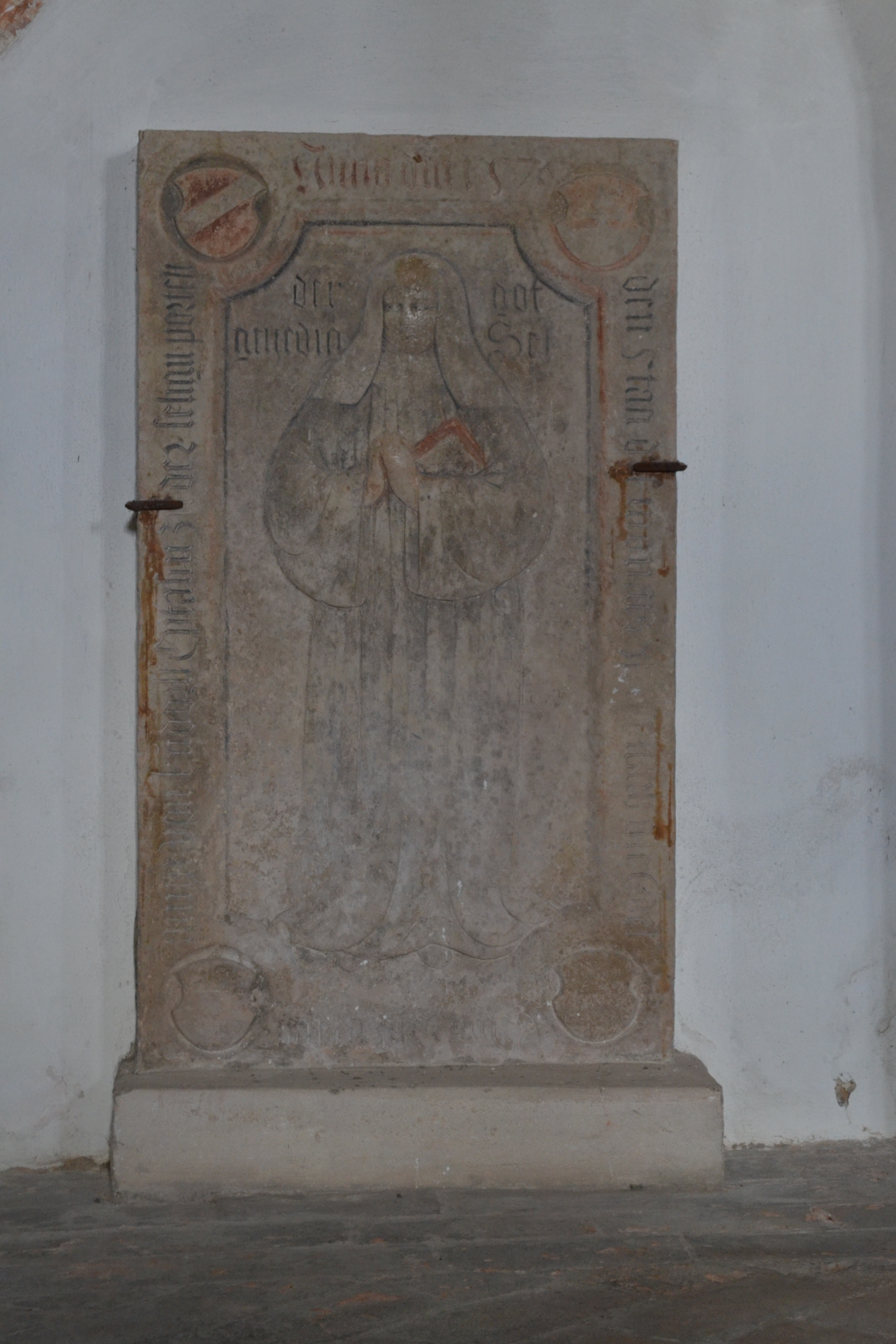
Grabplatte der Anna von Kuedorf in der Klosterkirche zu Seligenporten

Anna von Kuedorf († 5. Mai 1576) war eine bayerische Zisterzienserin.
Sie war von 1549 bis 1576 Äbtissin des Klosters Seligenporten. 1550 musste sie die kurpfälzisch-protestantische Kirchenordnung annehmen. Nach ihrem Tod 1576 ging das Stift in den Besitz des Landesherrn über.
Ihr Grab befindet sich an der Nordwand der Klosterkirche in Seligenporten. Es zeigt im Relief die Verstorbene in der Kukulla (= Kutte) betend. Die Umschrift lautet:
Anno dni 1576 den 5 tag des monats May starb die Edel Erwierdig in got anna von Kudorff Eptasin zv der selign porten der got genedig sei.